# Credito Cooperativo Fiorentino
Il Credito Cooperativo Fiorentino (denominazione del Credito Cooperativo Fiorentino - Campi Bisenzio S.C.) è stato un istituto di credito italiano con sede a Campi Bisenzio in Via Bruno Buozzi 54, e operante con sette filiali ubicate in varie località della provincia fiorentina, tra cui il capoluogo regionale, Firenze. Fondato nel 1909, ha cessato di esistere nel 2012, dopo poco più di un secolo di attività.

## Storia

### Origini
La banca nacque nell'aprile 1909 come Cassa Rurale ed Artigiana di Campi Bisenzio; la prima sede era presso la canonica della Pieve di Santo Stefano.

### Dagli anni '90 in poi
La crescita della Banca, nei successivi decenni proseguì in maniera graduale, fino alla svolta dell'inizio degli anni '90, quando ne divenne presidente Denis Verdini.
Nel 1993 fu aperta la prima filiale fuori dal comune di Campi Bisenzio, a Calenzano: tre anni dopo fu aperta la filiale di Firenze fino ad arrivare a sette sportelli.
Le vicende amministrative dell'istituto indussero la Banca d'Italia, con delibera del Direttorio del 20 luglio 2010, a proporre al Ministro dell'Economia "la sottoposizione dell'azienda alla procedura di amministrazione straordinaria per gravi irregolarità nell'amministrazione e gravi violazioni normative". Il 26 luglio 2010 Denis Verdini diede le dimissioni irrevocabili dal ruolo di Presidente e con lui tutto il Consiglio di Amministrazione.
Il 27 luglio 2010 il ministro dell'Economia firmò il decreto di commissariamento proposto dalla Banca d'Italia. Il 28 luglio 2010 la Banca d'Italia nominò due commissari straordinari: Angelo Provasoli e Virgilio Fenaroli. Il Credito Cooperativo Fiorentino, pertanto, proseguì regolarmente la propria attività.
Nel 2011, Denis Verdini e sua moglie Simonetta Fossombroni hanno chiuso tutte le partite debitorie personali ancora pendenti nei confronti della banca, per un ammontare di 15 milioni di euro. Una tranche da 5 milioni è stata saldata direttamente da un terzo, Antonio Angelucci, manager della sanità privata e compagno di partito al Popolo della Libertà
Nel marzo 2012 l'istituto, sottoposto, con la firma del Presidente del Consiglio Mario Monti alla proposta dalla Banca d'Italia, al procedimento della liquidazione coatta amministrativa, ha cessato di esistere. Le attività sono state acquisite da Chiantibanca, mentre le sofferenze bancarie sono state rilevate dal fondo nazionale di garanzia delle Bcc e poste a carico dell'intero sistema del credito cooperativo.
Per il crac della banca sono state condannate nel marzo del 2017 dal Tribunale di Firenze una trentina di persone tra cui l'ex presidente Denis Verdini.

## Credit Tour
Nel 1994 il Credito Cooperativo Fiorentino aprì Credit Tour, un'agenzia di viaggi legata all'istituto di credito, con servizi integrati con l'attività bancaria, tra cui il servizio di cambio valuta.